# Manfred Palmen
Manfred Palmen (né le 11 mars 1945 à Kaarst et mort le 18 novembre 2022 à Clèves) est un homme politique allemand (CDU).
Il est membre du Landtag de Rhénanie-du-Nord-Westphalie de 2000 à 2012 et secrétaire d'État parlementaire aux structures administratives et aux sports de 2005 à 2010.

## Biographie
Après avoir réussi l'examen de fin d'études à Neuss en 1966, Manfred Palmen effectue son service militaire volontaire avec le 261e bataillon de parachutistes à Lebach de 1966 à 1968. Il étudie ensuite le droit à l'Université de Bonn de 1968 à 1972 et effectue son stage juridique de 1973 à 1975 au tribunal régional de Düsseldorf. De 1976 à 1990, il travaille pour le gouvernement du district de Düsseldorf et le ministère de l'Intérieur de Rhénanie-du-Nord-Westphalie, avant de déménager à Clèves en tant que directeur de la ville, un poste qu'il occupe jusqu'en 1999. Entre le 1er octobre 1999 et le 2 juin 2000, Manfred Palmen travaille comme avocat avant d'être élu au Landtag de Rhénanie-du-Nord-Westphalie lors des élections régionales, le 2 juin 2000. Aux élections régionales de 2005 et 2010, il est réélu dans la 54e circonscription (Clèves II). De juin 2005 à juillet 2010, il est également secrétaire d'État parlementaire. De septembre 2010 jusqu'aux nouvelles élections régionales de mai 2012, il est président du comité du budget et des finances.
Manfred Palmen fait la une des journaux en septembre 2011 parce qu'il a intenté une action en justice pour une augmentation de sa pension malgré un revenu total de près de 9 800 € par mois,. Le procès est rejeté le 9 novembre 2011 par le tribunal administratif de Düsseldorf,.

## Autres
Manfred Palmen est membre du "FC Landtag", l'équipe de football du Landtag de Rhénanie-du-Nord-Westphalie.